# 小瓦西里夫卡
47°36′48″N 30°17′26″E / 47.61333°N 30.29056°E
小瓦西里夫卡（烏克蘭語：Мала Василівка）是位於烏克蘭西南部的村莊，由敖德薩州波季利斯克區的柳巴希夫卡市鎮負責管轄。該村始建於1796年，面積2.02平方公里，海拔高度50米，2001年人口302，人口密度每平方公里149.28人。